# Fusillades des Ponts-de-Cé
Les fusillades des Ponts-de-Cé se déroulent du 27 décembre 1793 à la mi-janvier 1794, pendant la guerre de Vendée. 

## Déroulement
Les Ponts-de-Cé sont un des lieux d'exécutions de masse de la Terreur angevine. Une douzaine de fusillades s'y déroulent, le plus souvent sur les bords de la Loire. Les premières ont lieu les 27, 28 et 29 décembre 1793, cependant elles se poursuivent jusqu'à la mi-janvier 1794. Les victimes sont des Vendéens exécutés sans jugement.

## Bilan humain
Après le 9 Thermidor, la Société populaire d'Angers accuse les représentants en mission Hentz et Francastel d'avoir fait massacrer 2 700 prisonniers aux Ponts-de-Cé. Cependant en 2007 Jacques Hussenet indique que les recherches les plus récentes circonscrivent le nombre des victimes autour de 1 500 à 1 600. Alain Gérard donne un bilan de 1 500 morts.